# Bucculatrix ruficoma
Bucculatrix ruficoma är en fjärilsart som beskrevs av Edward Meyrick 1931. Bucculatrix ruficoma ingår i släktet Bucculatrix och familjen kronmalar. Inga underarter finns listade i Catalogue of Life.